# Poems, Prayers and Promises
Poems, Prayers and Promises è il quarto album di John Denver ed è stato pubblicato nel aprile del 1971.

## Tracce
Lato A
1. Poems, Prayers and Promises – 4:03 (John Denver)
2. Let It Be – 3:38 (John Lennon, Paul McCartney)
3. My Sweet Lady – 4:24 (John Denver)
4. Wooden Indian – 1:19 (John Denver)
5. Junk – 1:41 (Paul McCartney)
6. Gospel Changes – 3:25 (Jack Williams)

Durata totale: 18:30
Lato B
1. Take Me Home Country Roads – 3:07 (Bill Danoff, Taffy Nivert, John Denver)
2. I Guess He'd Rather Be in Colorado – 2:07 (Bill Danoff, Taffy Nivert, John Denver)
3. Sunshine on My Shoulders – 5:10 (John Denver, Richard Kniss, Johnson)
4. Around and Around – 2:16 (John Denver)
5. Fire and Rain – 3:43 (James Taylor)
6. The Box – 2:43 (Kendrew Lascelles)

Durata totale: 19:06
- Il brano Sunshine on My Shoulders nell'LP originale è attribuito a: Denver/Kniss/Johnson, in altre fonti è riportato come: John Denver/Richard Kniss/Mike Taylor

## Musicisti
- John Denver - voce, chitarra
- Mike Taylor - chitarra
- Frank Owens - pianoforte
- Eric Weissberg - banjo, chitarra pedal steel
- Richard Kniss - basso
- Gary Chester - batteria
- Bill Danoff - voce (brani: Take Me Home, Country Roads, Around and Around, Gospel Changes e Wooden Indian)
- Taffy Nivert - voce (brani: Take Me Home, Country Roads, Around and Around, Gospel Changes e Wooden Indian)

Note aggiuntive
- Milton Okun - produttore
- Jean Kaplow - assistente alla produzione[1]